# 丸山駅 (兵庫県)
丸山駅（まるやまえき）は、兵庫県神戸市長田区滝谷町三丁目にある神戸電鉄有馬線の駅。駅番号はKB04。標高95 m。

## 歴史
- 1928年（昭和3年）11月28日：神戸有馬電気鉄道の鷹取道駅（たかとりみちえき）として開業[1]。
- 1947年（昭和22年）1月9日：三木電気鉄道との会社合併により神有三木電気鉄道の駅となる。
- 1948年（昭和23年）10月1日：丸山駅に改称[1]。
- 1952年（昭和27年）10月1日：電鉄丸山駅（でんてつまるやまえき）に改称[1]。
- 1949年（昭和24年）4月30日：社名変更により神戸電気鉄道の駅となる。
- 1973年（昭和48年）11月：跨線橋設置[1]。
- 1988年（昭和63年）4月1日：社名変更により神戸電鉄の駅となり、同時に駅名を丸山駅に改称[1]。

## 駅構造

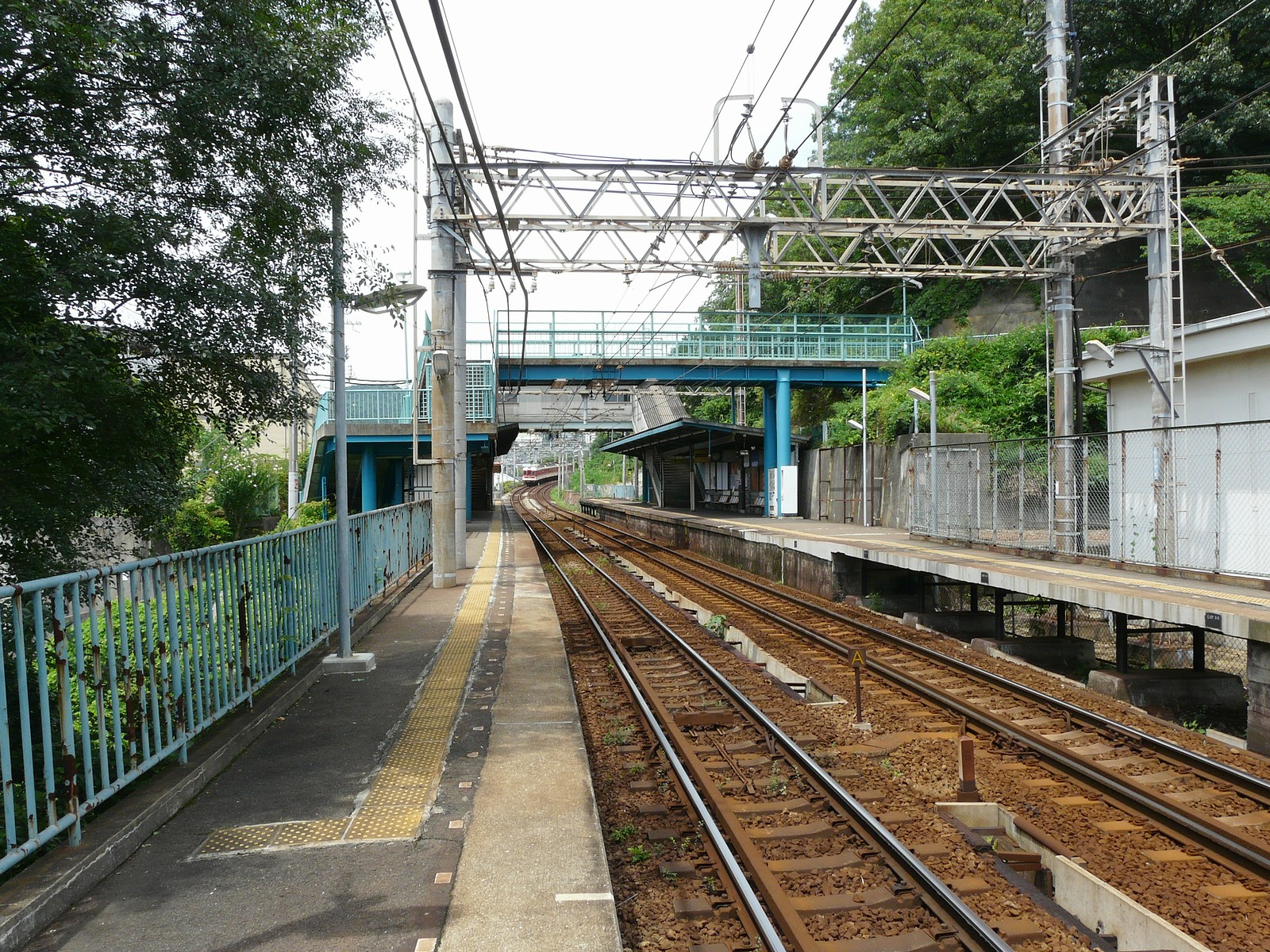
ホーム

相対式ホーム2面2線を有する地上駅。ホーム有効長は5両編成まで。駅舎は下りホーム側にあり、上りホームへは跨線橋で連絡している。
沿線光ネットワークに接続された駅務遠隔システムが導入されており、センター駅から自動券売機、自動改札機、自動精算機、TVカメラ、インターホン、シャッターが遠隔操作される。そのため駅員巡回駅となっており、構内に売店等も設けられていない。以前は駅前の商店で割引乗車券等の委託販売が行われていたが、2009年11月時点では行われていない。

### のりば
| ホーム | 路線   | 方向 | 行先                     |
| ------ | ------ | ---- | ------------------------ |
| 駅舎側 | 有馬線 | 下り | 有馬温泉・三田・粟生方面 |
| 反対側 | 有馬線 | 上り | 新開地方面               |

※のりば番号は設定されていない。

## ダイヤ
普通のみが停車する。
日中は1時間に4本、朝ラッシュ時は1時間に最大8本が停車する（2022年ダイヤ改正時点）。

## 利用状況
近年の1日平均乗車人員は下表のとおりである。
| 年度               | 1日平均 乗車人員 |
| ------------------ | ---------------- |
| 2007年（平成19年） | 740              |
| 2008年（平成20年） | 712              |
| 2009年（平成21年） | 671              |
| 2010年（平成22年） | 663              |
| 2011年（平成23年） | 645              |
| 2012年（平成24年） | 647              |
| 2013年（平成25年） | 647              |
| 2014年（平成26年） | 633              |
| 2015年（平成27年） | 607              |
| 2016年（平成28年） | 578              |
| 2017年（平成29年） | 575              |
| 2018年（平成30年） | 559              |
| 2019年（令和元年） | 560              |
| 2020年（令和02年） | 485              |
| 2021年（令和03年） | 490              |
| 2022年（令和04年） | 496              |

## 駅周辺
- 丸山衝上断層[1] - 日本で最初に発見された逆断層がある。
- ひよどり展望公園[1]
- 高取山[1][8]
- 神戸市立丸山コミュニティ・センター
- 神戸丸山郵便局
- 神戸市立丸山ひばり小学校
- 神戸市立雲雀丘中学校

## 隣の駅
神戸電鉄
■有馬線
■特快速・■急行・■準急
通過
■普通
長田駅 (KB03) - 丸山駅 (KB04) - 鵯越駅 (KB05)